# Dvärgkochin

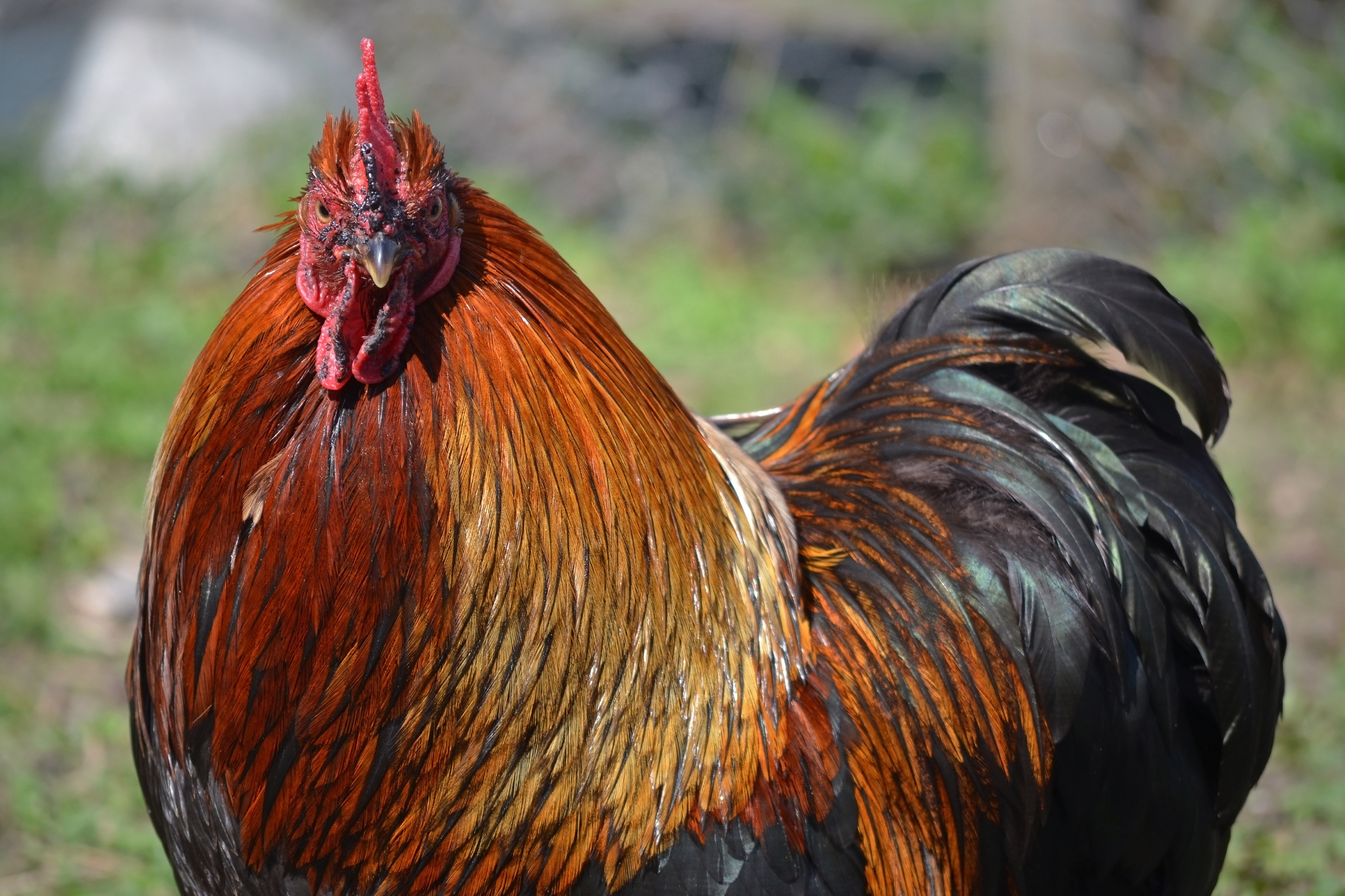
Dvärgkochintupp

Dvärgkochin är en dvärghönsras från Kina och är en av de så kallade urdvärgarna, det vill säga att det inte finns någon motsvarande stor ras. Rasen är känd i Europa sedan 1800-talet. I slutet av 1800-talet bedrevs förädling av rasen vidare genom avel i Tyskland och Storbritannien. Den är en robust och tålig dvärghönsras som till sitt sätt är lugn och går lätt att få tam. Den är även en god värpras.
Det finns många godkända färgvarianter för dvärgkochin. Vid sidan om den mindre storleken kännetecknas rasen av att den utseendemässigt ger ett kompakt intryck och har befjädring även på ben och tår. Fjäderdräkten är mjuk och dunrik. Rasen finns även i friserad variant. En höna väger omkring 750 gram och en tupp väger omkring 850 gram. Äggen är ljusa och väger ungefär 30 gram. Hönorna är ruvvilliga och ser efter kycklingarna väl.

## Färger
- Björkfärgad
- Blå
- Blå/svart/spräcklig
- Blå/vitfläckig
- Brunbandad
- Gul
- Gul/columbia
- Gul/tvärrandig
- Laxfärgad
- Legbarfärgad
- Ljus/columbia
- Pärlgrå
- Rapphönsfärgad
- Röd
- Röd/tvärrandig
- Silverhalsad
- Silvertecknad
- Spättad
- Svart
- Svart/vitfläckig
- Tvärrandig
- Vetefärgad
- Vit